# 塚田延充
塚田 延充（つかだ のぶみつ、1937年12月28日 - ）は、日本の政治家。元衆議院議員（民社党→新進党）（3期）。

## 経歴
東京都出身。1961年東京大学経済学部卒業後、帝人に入社。バンコク事務所長などを勤め、退職後に茨城県生産性本部長を務めた。
1983年、第37回衆議院議員総選挙で茨城県第1区から初当選。民社党茨城県委員長、政審副会長、党執行中央委員、国民運動委員長などを務めた。1990年の第39回衆議院議員総選挙で落選。1993年の第40回衆議院議員総選挙で復帰。翌年の新進党の結成に参加。
1996年の第41回衆議院議員総選挙に茨城県第1区（小選挙区）から新進党公認で出馬したが落選した。
2015年春の叙勲で旭日中綬章受章。

## 脚註